# Diário do Último Ano
Diário do Último Ano é uma obra autobiográfica de Florbela Espanca, publicada em 1981 em Lisboa, pela Livraria Bertrand. A primeira edição foi fac-similada, acrescida de um poema sem título, encontrado num espólio do Grupo de Amigos de Vila Viçosa, é prefaciada por Natália Correia.
Florbela escreveu o seu diário no derradeiro ano da sua vida. Iniciado a 11 de Janeiro de 1930, o texto encerra-se com a data de 2 de Dezembro, com uma única frase: “e não haver gestos novos nem palavras novas!”
É um texto muito curto cuja autora avisa que não é para ninguém. Entrenanto, no final do primeiro dia de confissões Florbela exprime o desejo de que uma vez alguém se venha a debruçar sobre o que ela escreveu "e realize o que não p[o]de: conhec[ê-la]" (11/Jan.).
O Diário compõe-se de 32 fragmentos em forma de pequenas anotações, comentários, confidências e reflexões. Segundo Maria Lúcia Dal Farra, é uma obra de natureza intermédia, visto que comporta tanto uma escrita ficcional quanto biográfica. Contém fatos da vida privada, secreta e, ao mesmo tempo, pública. É abundante em "pensamentos, emoções, puros atos de sensibilidade, de devaneios, segredos, perguntas atônitas, incursões no mistério impalpável, e ao mesmo tempo, cerrado dialogismo entre as diferentes pessoas daquela que escreve".